# حصر خانگی رهبران جنبش سبز
حصر خانگی میرحسین موسوی، از نامزدهای معترض انتخابات ریاست‌جمهوری ۱۳۸۸ و همسرش زهرا رهنورد در ۲۵ بهمن ۱۳۸۹ با یورش مأموران امنیتی به خانهٔ آن‌ها آغاز شد و تاکنون ادامه دارد. مهدی کروبی و فاطمه کروبی که همزمان با این افراد سال‌ها تحت بازداشت خانگی قرار داشتند، بعد از مدتی آزاد شدند. این حصر به دنبال پیامدهای انتخابات ریاست‌جمهوری ۱۳۸۸ و جنبش سبز شکل گرفت. این حصر بدون برگزاری محاکمه یا صدور حکم قضایی رسمی اعمال شد. به گفتهٔ رادیو فردا، از اظهارات مقامات ایران چنین برداشت شده که حصر خانگی آن‌ها به فرمان علی خامنه‌ای، رهبر جمهوری اسلامی، اجرایی شده است.
کروبی در سال‌های حصر با وجود انتقاد از حکومت، از ریاست‌جمهوری نامزدهای نزدیک به اصلاح‌طلبان حمایت کرد. اما موسوی  در انتخابات های ۱۳۹۲، ۱۴۰۰ و ۱۴۰۳ شرکت نکرد و بر خلاف کروبی از نامزدی اصلاح طلبان در این انتخابات ها حمایت نکرده بود، پس از خیزش ۱۴۰۱ ایران موسوی تغییر موضع داد و خواستار تشکیل مجلس مؤسسان برای تعیین نظام و قانون اساسی جدید در ایران شد. اگرچه در سال های قبل از آن، برخی اخبار مبنی بر رای دادن موسوی به روحانی در  انتخابات ریاست جمهوری ۱۳۹۶ منتشر شده بود اما محمد جواد اکبرین که برخی رسانه ها مدعی بودند که او به جای موسوی پیام هایی منتشر می‌کند، این خبر را تکذیب کرد و نقش خودش در انتشار برخی پیام ها از طرف موسوی را تایید کرد و مدعی شد که انتشار این خبر به خاطر فشار های او بوده و موسوی در آن دوران در جریان اخبار بیرون از حصر نبود. حصر خانگی کروبی که بر خلاف موسوی از پزشکیان حمایت کرده بود، در ۲۶ اسفند ۱۴۰۳ همزمان با ریاست جمهوری پزشکیان پایان یافت. به گفتهٔ فرزند کروبی، مسئولان به پدرش گفته‌اند طی چند ماه آینده موسوی هم رفع حصر خواهد شد اما این اتفاق تاکنون نیفتاده است. بعد از ۱۴ سال حبس خانگی میرحسین موسوی و زهرا رهنورد در پنج‌شنبه ۲ مرداد ۱۴۰۴ اولین دیدار غیرخانوادگی صورت گرفت و «مسیح مهاجری»، «محمدرضا حسینی بهشتی» و «غلامرضا آقازاده» به دیدار آنها رفتند.

## زمینه دستگیری
- احمد جنتی امام جمعه تهران در روز ۲۹ بهمن ۱۳۸۹ گفت:[۱۴]

کاری که قوه قضاییه می‌تواند انجام دهد و من فکر می‌کنم که در اندیشه است که انجام بدهد، این است که ارتباط این‌ها را به کلی از مردم قطع کند. در خانه آنها باید بسته شود، رفت و آمدهایشان محدود شود، نتوانند پیام بدهند و پیام بگیرند و تلفن و اینترنت آنها باید قطع شود و در خانه خود باید زندانی شوند.
- سازمان بسیج استادان دانشگاه‌های کشور طی نامه‌ای میرحسین موسوی و مهدی کروبی را آلت دست آمریکا خواند و حوادث ۲۵ بهمن را سازمان‌یافته در خارج از کشور اعلام کرد و در ادامه خواستار محاکمه موسوی و کروبی شد.[۱۵]
- پس از تظاهرات ۲۵ بهمن، نمایندگان مجلس ایران شعار «مرگ بر موسوی» و «مرگ بر کروبی» و «موسوی و کروبی اعدام باید گردند» سر دادند و خواستار اعدام این دو رهبر اصلاح طلب شدند. نمایندگان نوشته‌ای بر روی جایگاه هیئت رئیسه نصب کرده بودند بدین شرح: «ما نمایندگان مجلس شورای اسلامی خواستار محاکمه و اشد مجازات موسوی و کروبی به جرم افساد فی الارض و اقدام علیه امنیت ملی کشور هستیم.»[۱۶]
- رئیس مجلس نیز دستور تشکیل کمیته «بررسی افراد ضدانقلاب» را صادر کرد.[۱۶]
- در تحصنی که در ساعات پایانی ۲۶ بهمن در میدان ارک تهران از جانب هواداران جمهوری اسلامی برگزار شد، مخالفین میر حسین موسوی و مهدی کروبی با نصب طناب داری در مقابل دادسرای عمومی و انقلاب تهران مترسک میرحسین موسوی را به دار آویخته و آتش زدند و با سر دادن شعارهای «مرگ بر موسوی»، «مرگ بر خاتمی»، «مرگ بر کروبی» از دستگاه قضایی، خواستار محاکمه سران جنبش سبز شدند.[۱۷]

روز یکشنبه ۸ اسفند ۱۳۸۹ در پی حبس خانگی موسوی و کروبی، مجمع روحانیون مبارز خواستار پایان یافتن آن شد. در ۹ اسفند ۱۳۸۹، سایت کلمه، وب گاه مرتبط با میرحسین موسوی، گزارش داد که میرحسین موسوی، مهدی کروبی و همچنین همسران آن‌ها یعنی زهرا رهنورد و فاطمه کروبی دستگیرشده و به زندان حشمتیه تهران منتقل شده‌اند. اردشیر امیرارجمند مشاور موسوی و مجتبی واحدی مشاور کروبی نیز این خبر را تأیید کرده و خبرگزاری‌های دیگر نظیر بی‌بی‌سی فارسی، بخش فارسی صدای آمریکا و یورونیوز آن را به نقل از وبگاه کلمه و مشاوران آن‌ها بازگو کردند. اما غلامحسین محسنی اژه‌ای، سخنگوی قوه قضائیه، آن را تکذیب کرد. پیش‌تر در ۶ اسفند ۱۳۸۹ کمپین بین‌المللی حقوق بشر به نقل از یک منبع محلی خبر از تخلیه خانه مهدی کروبی داده بود. این خبر یکی از عوامل مؤثر در برگزاری تجمعات اعتراضی در ۱۰ اسفند بوده است.

## واکنش‌ها
- حصر خانگی مهدی کروبی و میر حسین موسوی با اعتراض‌های زیادی از سوی احزاب و شخصیت‌های سیاسی مواجه شد. از جمله این واکنش‌ها می‌توان به مخالفت‌های جبهه مشارکت، سازمان مجاهدین انقلاب اسلامی، مجمع مدرسین و محققین حوزه علمیه قم، گزارشگران بدون مرز، مجمع نمایندگان ادوار مجلس شورای اسلامی، سازمان عفو بین‌الملل، نهضت آزادی، شورای فعالان ملی مذهبی، مجمع روحانیون مبارز، حزب اعتماد ملی، محمد خاتمی، محمد رضا خاتمی، احمد منتظری، ابوالحسن بنی صدر، عزت‌الله سحابی، مصطفی تاج‌زاده، محسن میردامادی، عبدالله رمضان‌زاده، علی شکوری‌راد، عبدالکریم سروش، عبدالکریم لاهیجی، شیرین عبادی، اکبر گنجی، عبدالعلی بازرگان، آیت الله صانعی، آیت الله دستغیب، آیت الله موسوی اردبیلی، آیت الله شبیری زنجانی، آیت الله بیات زنجانی و علی مطهری با حصر خانگی رهبران جنبش سبز اشاره کرد.[۲۵][۲۶][۲۷][۲۸][۲۹][۳۰][۳۱][۳۲][۳۳][۳۴][۳۵][۳۶]
- پس از اعتراضات جنبش سبز در روز ۲۵ بهمن ۱۳۸۹ و حصر خانگی رهبران جنبش سبز، هواداران جنبش سبز در اعتراض به این حصر خانگی در روزهای ۱ اسفند ۱۳۸۹، ۱۰ اسفند ۱۳۸۹، ۱۷ اسفند ۱۳۸۹ و ۲۴ اسفند ۱۳۸۹ دست به اعتراض و تظاهرات زدند.[۳۷][۳۸][۳۹]
- بخش فارسی صدای آمریکا، به نقل از سایت کلمه گزارش کرده است که در واکنش به این خبر در برخی از شهرهای ایران، در ساعت ۲۲ روز ۹ اسفند، صدای «الله اکبر» و برخی شعارهای دیگر شنیده شده است.[۴۰]
- مجتبی واحدی، مشاور مهدی کروبی در مصاحبه با بی‌بی‌سی فارسی گفته است که دستگیری موسوی و کروبی، به دستور شورای عالی امنیت ملی صورت گرفته است.[۴۱]
- جی کارنی، سخنگوی کاخ سفید و باراک اوباما نیز در واکنش به خبر دستگیری میرحسین موسوی و مهدی کروبی خواستار آزادی رهبران مخالفان در ایران شد.[۴۲]
- گروهی از رهبران سابق کشورهای جهان طی نامه‌ای به علی خامنه‌ای نسبت به «ناپدید شدن» میرحسین موسوی و مهدی کروبی ابراز نگرانی کرده و نسبت به خطر بی‌اعتباری نهادهایی که زیر نظر او هستند هشدار دادند. ویم کوک، نخست‌وزیر سابق هلند، سزار گاویریا، رئیس‌جمهوری سابق کلمبیا، لیونل ژوسپن، نخست‌وزیر سابق فرانسه، عبدالکریم الاریانی، نخست‌وزیر سابق یمن، والدیس بیرکاوس، نخست‌وزیر سابق لتونی، کجل ما ینی بوندویک، نخست‌وزیر سابق نروژ، شاندریکا کوماراتونگا، رئیس‌جمهور سابق سریلانکا و کسام ئوتیم، رئیس‌جمهور سابق موریس امضا کنندگان این نامه هستند.[۴۳]
- رئیس اتحادیه بین‌المجالس (سازمان بین‌المللی که از نمایندگان مجالس کشورهای جهان تشکیل شده) طی نامه‌ای به علی لاریجانی، رئیس مجلس ایران، از بازداشت یا حصر مهدی کروبی رئیس اسبق مجلس و همسرش فاطمه کروبی ابراز نگرانی کرد.[۴۴]
- یرژی بوزک، رئیس پارلمان اروپا با محکوم کردن دستگیری میرحسین موسوی و مهدی کروبی خواستار آزادی بدون قید و شرط رهبران مخالفان در ایران شده است.[۴۵]
- وزیر امور خارجه فرانسه نیز به دستگیری رهبران جنبش سبز و سرکوب معترضان اعتراض کرد.[۴۶]
- مجمع نمایندگان ادوار مجلس شورای اسلامی در محکومیت زندانی کردن رهبران جنبش سبز ملت ایران و حمایت از تظاهرات جنبش سبز بیانیه‌ای صادر کردند.[۴۷]
- گزارشگران بدون مرز خواستار اعلام محل بازداشت موسوی و کروبی شد.[۴۸]
- وزیر امور خارجه آلمان در دیدار خود با علی‌اکبر صالحی، وزیر امور خارجه ایران در ژنو نیز به این موضوع پرداخته و خواستار تضمین سلامت رهبران مخالفان حکومت در ایران شد.[۴۹]
- حزب سوسیالیست فرانسه، قدرتمندترین تشکل اپوزیسیون دولت فرانسه در پارلمان، نیز با انتشار بیانیه‌ای دستگیری رهبران نمادین جنبش سبز را محکوم کرد.[۵۰]
- هیلاری کلینتون پس از دستگیری رهبران جنبش سبز در مجمع حقوق بشر سازمان ملل در ژنو با انتقاد از سیاست‌های دولت ایران گفت: جمهوری اسلامی ایران سیاست خشونت در خارج از مرز و حکومت استبدادی در درون مرز را دنبال می‌کند.[۴۹]
- شورای امنیت ملی ایالات متحده، پس از دستگیری رهبران جنبش سبز با صدور بیانیه‌ای دستگیری فعالان سیاسی، دانشجویان و روزنامه‌نگاران را به شدت محکوم کرد.[۴۹]
- روزنامه آلمانی (دنیا Die Welt) پس از دستگیری رهبران جنبش سبز نوشت: رهبران اپوزیسیون ایران ربوده و زندانی شدند.[۵۱]
- سفیر ایران در سوئد در اعتراض به بازداشت موسوی و کروبی احضار شد.[۵۲]
- مارکوس لئونینگ کمیسر حقوق بشر آلمان، در ۱۴ ژوئیه ۲۰۱۱، ضمن درخواست آزادی میرحسین موسوی و مهدی کروبی، افزود که آن‌ها «بدون مبنای حقوقی در مکانی نامعلوم نگاهداری می‌شوند و هیچ تماسی با جهان خارج ندارند».[۵۳]
- علی مطهری، نمایندهٔ مجلس شورای اسلامی علاوه بر درخواست آزادی زندانیان سیاسی، خواستار مشخص شدن وضع میرحسین موسوی و مهدی کروبی شد و اعلام کرد «حتی تکلیف آقایان موسوی و کروبی هم باید در دادگاه صالح تعیین شود نه این‌که بدون محاکمه محصور شوند. من با این برخورد مخالفم».[۵۴]
- صلاح زواوی، سفیر فلسطین در ایران، با یادآوری کمک‌های متعدد مهدی کروبی به کشور فلسطین، درخواست حل شدن مشکل حصر وی را از رهبر جمهوری اسلامی نمود.[۵۵]
- آیت‌الله خامنه‌ای، رهبر ایران، در پاسخ به درخواست آزادی یا محاکمه عادلانه میرحسین موسوی و مهدی کروبی، این‌گونه پاسخ داد:[۵۶] «اگر این‌ها محاکمه شوند حکمشان خیلی سنگین خواهد بود و قطعاً شما راضی نخواهید بود.»

## تصحیح خبر سایت کلمه
سایت کلمه در روز سه شنبه ۱۷ اسفند خبر قبلی خود مبنی بر بازداشت موسوی و کروبی به همراه همسرانشان را تصحیح کرد و گفت آقای موسوی و خانم رهنورد در حصر خانگی هستند و نه در پادگان حشمتیه. سایت کلمه به وضعیت آقای کروبی و همسرش اشاره‌ای نکرد.

## وضعیت سلامت
احترام السادات نواب صفوی، مادر زهرا رهنورد پس از دیداری که در تیرماه ۱۳۹۰ با دخترش و میرحسین موسوی داشت از رنگ‌پریدگی و لاغری شدید آن‌ها ابراز نگرانی کرده بود. در ماه مرداد، برخی از منابع خبری نزدیک به جمهوری اسلامی با انتشار گزارشی حال میرحسین موسوی را وخیم توصیف کرده و اعلام کرده بودند که پزشکان بر بالین وی حاضر شده‌اند. اما وبسایت کلمه ضمن رد این ادعا اعلام کرده است که وی تا روز ۲۷ مرداد ۱۳۹۰ حال عمومی رضایت بخشی داشته و روزه‌دار بوده است. در این راستا اردشیر امیرارجمند، مشاور میرحسین موسوی نیز با رد وخامت حال وی اعلام کرده بود که نزدیکان وی از انتشار اخبار «ضد و نقیض» در مورد سلامت او نگران هستند.
در ۲۵ مرداد سال ۱۳۹۶، همسر مهدی کروبی با انتشار نامه‌ای از اعتصاب غذای خشک او خبر داد. فاطمه کروبی نوشت: «آقای کروبی خواسته خودشان را صریحاً اعلام کردند: ابتدا خروج نیروهای امنیتی از منزل؛ که تا کنون در هیچ حصری پیش و پس از انقلاب سابقه نداشته که مأموران امنیتی در درون منزل با فرد محصور زندگی کنند و تمام ابعاد زندگی او را به‌طور کامل شنود کنند و دوربین وصل کنند و شرایط زندگی را به‌طور بسیار عجیبی برای آن فرد و خانواده‌اش سخت کنند. دوم، همان‌طور که پیش‌تر به آقای روحانی و مطهری در نامه‌ای جداگانه گفته بودند در صورت تداوم حصر برگزاری دادگاه علنی را فراهم کنند… پیش از اعزام بار دوم به بیمارستان، ایشان پیامشان را به مقامات از جمله به وزیر بهداشت و درمان اعلام کردند و گفتند که اگر قرار بر تداوم حصر غیرقانونی، بدون محاکمه علنی است، ایشان دست به اعتصاب غذا خواهد زد.»

## حصر انفرادی کروبی
در پنجم شهریور، سایت سحام نیوز با درج مصاحبه‌ای با فاطمه کروبی، خبر از انتقال مهدی کروبی به محلی دیگر داد. در این مصاحبه ایشان از حصر انفرادی مهدی کروبی از ابتدای ۱۶ رمضان خبر داده بود.
سرانجام با پافشاری آقای کروبی، از اول ماه رمضان، ایشان را به آپارتمانی بسیار کوچک منتقل نمودند و در حال حاضر ایشان به همراه مأموران امنیتی در آن واحد آپارتمانی مستقر گردیده‌اند و با این اقدام عملاً از ورود من نیز به آپارتمان جلوگیری شد؛ زیرا حضور و زندگی من در آن آپارتمان کوچک یک خوابه با حضور مأموران امنیتی میسر نبود. این در حالیست که طبق هماهنگی صورت گرفته با مأموران، قرار بود آقای کروبی را به منزل خودشان که توسط فرزندانم در منطقه جماران تهیه شده بود، منتقل نمایند و به دلایل نامعلومی، نیروهای امنیتی حاضر نشدند ایشان را به این ساختمان که تنها منزل مسکونی ایشان است، منتقل کنند
بدنبال این مصاحبه، روزنامه کیهان با اعلام تغییر محل حصر مهدی کروبی، به حضور یک مأمور امنیتی در این آپارتمان اشاره کرد.

## اعتراضات جنبش سبز در ۲۵ بهمن ۱۳۹۰
شورای هماهنگی راه سبز امید و فعالان جنبش سبز نظیر اردشیر امیرارجمند، مجتبی واحدی، شیرین عبادی، عیسی سحرخیز، و نمایندگان ادوار مجلس در بهمن ماه ۱۳۹۰ در آستانه سالگرد تظاهرات ۲۵ بهمن ۱۳۸۹، فراخوان‌هایی را منتشر کردند که در آن از معترضان خواسته شد در اعتراض به ادامه حبس خانگی میرحسین موسوی، مهدی کروبی و همسرانشان به خیابان‌ها بیایند.

## موضع دولت دهم
محمود احمدی‌نژاد در خطبه‌های پیش از نماز جمعه در ۲۷ بهمن ۹۱ خواستار ادامه حصر رهبران جنبش سبز شد و ادامه داد: این‌ها همان‌طور که مردم ایران می‌دانند از آمریکا خط می‌گیرند و آزادی چنین منافقانی به ضرر کشور و نظام جمهوری اسلامی ایران خواهد بود.

## در زمان دولت یازدهم ایران
با آغاز به کار حسن روحانی در سمت ریاست دولت یازدهم ایران، امیدواری جهت رفع حصر این گروه ۳ نفره افزایش یافت. روحانی در سخنرانی‌های خود پیش از انتخابات به آزادی زندانیان سیاسی از جمله رفع حصر این گروه وعده داده بود. این اعلام موضع با حمایت محمد خاتمی و محمدرضا عارف روبرو شده بود که ابراز امیدواری کردند وزارت اطلاعات دولت یازدهم در این خصوص تصمیمات متفاوتی اتخاذ کند.
در اظهارنظری در آذر ۱۳۹۲، محمدباقر نوبخت، سخنگوی دولت یازدهم در گفتگویی اعلام کرد: «در این دست موارد که جامعه منتظر اقدام دولت است گاهی بهتر است به‌جای پیگیری جزئیات امور به دولت اعتماد کرد و گذاشت دولتمردان امور را پیش ببرند. رفع حصر از چهره‌های اصلاح‌طلب و آزادی زندانیان سیاسی در دستور کار دولت است اما ترجیح این است که این امور در بی‌خبری و در عمل دنبال شود. مردم با توجه به روحیاتی که از دکتر روحانی سراغ دارند باید به دولت تدبیر و امید اعتماد کنند…»

## پیام‌ها در دوران حصر خانگی

### فراخوان به برگزاری رفراندوم
میرحسین موسوی در تیر ۱۴۰۴ در بیانیهٔ خود بار دیگر همانند ۱۴۰۱ در میانه اعتراضات خواستار برگزاری رفراندوم برای تأسیس مجلس مؤسسان قانون اساسی شد. وی گفت: «اگر سال ۵۷ مردم حق داشتند که نظام شاهنشاهی را تغییر دهند و نظام جدیدی را تأسیس بکنند، امروز همان حق تعیین سرنوشت که غیرقابل لغو و مستمر است به آن‌ها اجازه می‌دهد که نظام جدیدی را درخواست بکنند... رفراندومی صورت بگیرد که مردم بگویند این نظام را می‌خواهند یا خواستار نظام دیگری هستند. اگر نظام دیگری می‌خواهند، باید مجلس مؤسسان شکل بگیرد.»

### به مناسبت روز جهانی زن
زهرا رهنورد در اسفند ۱۴۰۳ به مناسبت روز جهانی زن گفت:  «جنگ تن به تن» حاکمان جمهوری اسلامی با زنان همچنان ادامه دارد. وی در نوشته خود ادامه داد: «تحقیر، دستگیری، زندان و اعدام سهم زنان آگاه و آزادیخواهی است که تسلیم جهل و تبعیض یا دخالت در زندگی خصوصی خود نظیر حجاب اجباری نشده‌اند». وی حکومت ایران را «نظام‌های دیکتاتوری» دانسته که «همچنان، با پررویی و بی‌خجالت، کوس رسوایی خود را به گوش ملت خود می‌رسانند و چشم خود را بر واقعیت‌های تلخ بین‌المللی، عقب‌افتادگی‌ها، فقر و نابسامانی که گریبانگیر کشور و ملت شده بسته‌اند.»

### اعتراض به سرکوب و اعدام زندانیان سیاسی
در ۱۹ مرداد ۱۴۰۴ زهرا رهنورد با انتشار پیامی نسبت به سرکوب و اعدام زندانیان سیاسی اعتراض خود را نشان داد: «دریغا، که حاکمان بر خشونت و ظلم و ستم افزودند، و با اعدام فرزندان منتقد مردم، و همزمان با سرکوب و کشاندن زندانیان سیاسی با قُل و زنجیر و ضرب و جرح و شتم، این آزادگان سرفراز را، از این زندان به آن زندان کشاندند و خون بر چهره نجیب‌شان پاشیدند و زخم بر دست و پای… شگفتا که چهره کریه استبداد و خشونت هم چنان بر قامت این نظام حرف اول و آخر است.» او از آمران و عاملان این فاجعه خواست تا از ملت عذرخواهی و همه زندانیان را آزاد کنند.